# Sandbauerschaft
Die Sandbauerschaft war bis zu ihrer 1919 erfolgten Eingliederung in die ostfriesische Stadt Norden eine selbständige Landgemeinde. Der Eingemeindung gingen konfliktreiche Verhandlungen voraus. Besonders strittig war die Frage, ob es den Bürgern der Sandbauerschaft auch nach dem Zusammenschluss erlaubt bleiben sollte, auf ihrem Gemeindegebiet Hausschlachtungen durchzuführen.

## Name
Der Ortsname Sandbauerschaft als Sammelbezeichnung für die Ortschaften rund um Norden taucht zum ersten Mal 1824 in Fridrich Arends’ Erdbeschreibung des Fürstenthums Ostfriesland und des Harlinger Landes auf. Arend Remmers deutet den Namen als Bauerschaft auf dem Sand. Mit dem Namensteil Sand ist die Norder Geest gemeint.
Manchmal wird der Gemeindename auch fälschlich Sandbauernschaft geschrieben.

## Lage und Ortsgliederung

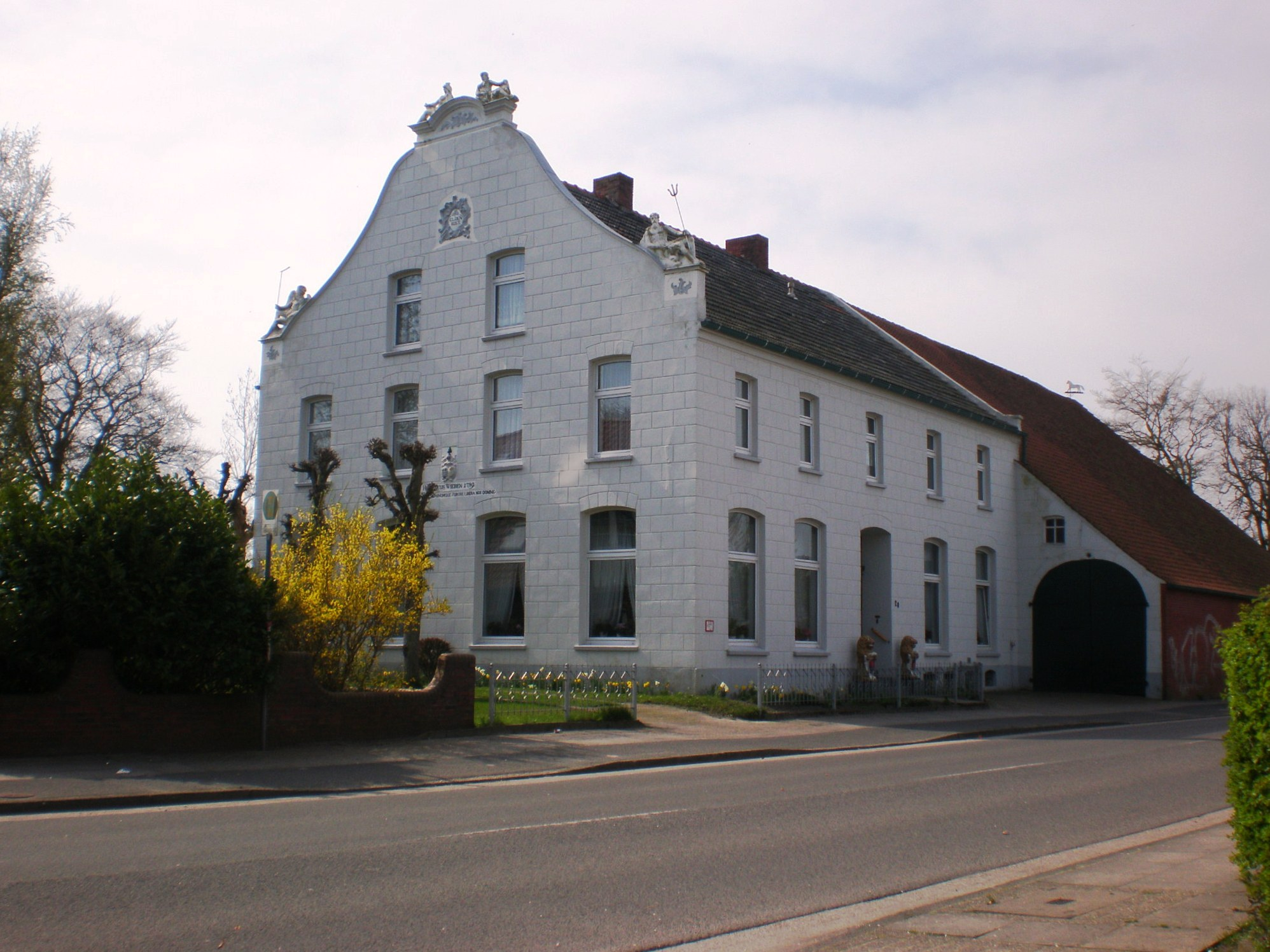
Gulfhaus Seldenrüst (auch Löwenhaus genannt), ehemaliger Verwaltungssitz der Sandbauerschaft

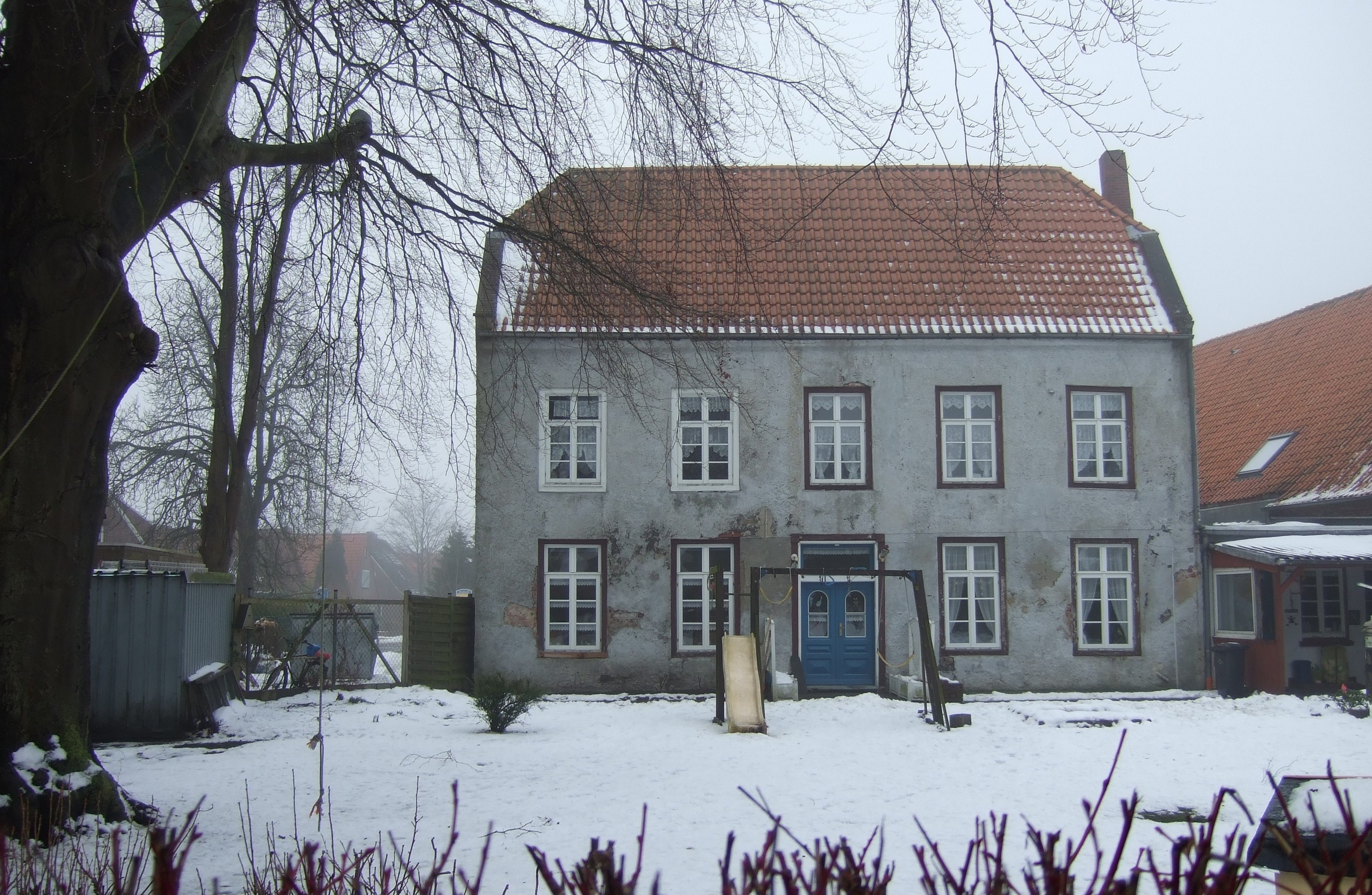
Sogenanntes Steinhaus der Ekeler Adelsfamilie Uldinga (16. Jahrhundert)

Ortschaft Hollweg um 1900

Die Sandbauerschaft umschloss die Stadt Norden von Westen nach Osten in einem Dreiviertelring. Sie verfügte über keinen eigenen Ortskern, sondern bestand aus einer Reihe kleiner Dörfer und Siedlungen. Ihren Verwaltungssitz hatte die Gemeinde in den Vorderräumen des Westgaster Bauernhofes Seldenrüst an der Alleestraße 33 (heute Hotel Watt Lodge).
Zur Sandbauerschaft gehörten folgende Ortschaften, Wohnplätze und Gutshäuser:
Ortschaften: Ekel, Lintel (mit Ostlintel und Westlintel), Hollweg, Westgaste, Martensdorf; die Reihensiedlungen Westliches Ende der Westerstraße (westlich der heutigen Kreuzung Lentz- / Molkereilohne), Mühlenlohne, Mackeriege und Laukeriege galten als „Vorstädte“ der Stadt Norden.
Eine gewisse Sonderstellung nahm die Ortschaft Zingel ein; hier befand sich ursprünglich das Benediktiner-Doppelkloster Marienthal, auf dessen Gelände nach der Reformation ein Gasthaus (Armenhaus) mit dem dazugehörigen landwirtschaftlichen Betrieb sowie eine Schule errichtet wurden. Die Eingemeindung der Ortschaft am Zingel mit ihren auch für die Norder Stadtbevölkerung bedeutsamen sozialen Einrichtungen erfolgte bereits 1900. Heute betreibt die Arbeiterwohlfahrt auf dem ehemaligen Klostergelände eine Seniorenwohnanlage.
Wohnplätze: Escher, Korndeich, Sandweg
Gutshäuser und Einzelgehöfte: Gut Barenbusch, Gut Ekeler Vorwerk, Gut Wi(e)rde, Seldenrüst, Ziegelei
Im Adressbuch der Stadt Norden von 1912 werden weitere Ortschaften und Wohnplätze der Sandbauerschaft aufgeführt: Erlängewarf, Hohegaste, Kolkweg und Wildbahn.

## Geschichte
Die ältesten Nachrichten, die sich auf eine Bebauung des Gemeindegebietes der späteren Sandbauerschaft beziehen, stammen aus dem 12. Jahrhundert. In dieser Zeit wurde das Benediktiner-Doppelkloster Marienthal errichtet. Das dazugehörige Land reichte von der heutigen Altenwohnanlage der Arbeiterwohlfahrt bis zur nordöstlichen Ecke des Norder Marktplatzes. Die Norder Klosterstraße, die am ehemaligen Klostergrundstück entlangführt sowie eine Marienstatue, die auf dem Gelände des Altenzentrums errichtet wurde, erinnert an die Geschichte des auch als Olde Kloster bezeichneten Konvents.
Die Sandbauerschaft umfasste Orte und Siedlungen, die sich zwischen dem 13. und 16. Jahrhundert um Wehrtürme, Steinhäuser und kleinere Burganlagen gebildet hatten. Dieser sogenannte „Burgenring“ sollte das Norder Stadtgebiet und speziell seinen Marktplatz sichern, denn Norden besaß ebenso wie Leer keine „Befestigungsanlagen […]“. Erbauer dieser Wehranlagen (bis auf die Olde Borg in der Nähe des Norder Hafens) waren adlige Familien, die für die Entwicklung der Stadt Norden und des umliegenden Norderlandes große Bedeutung hatten. Zu den bekannteren Adelsfamilien, die übrigens alle miteinander verschwägert waren, gehörten die Loringa (Westgaste), Aldersna (Westlintel), Tho Lintel und tho Wichte (Ostlintel), Idzenga (Barenbusch), Uldinga (Ekel) sowie die Attena (Burg Osterhus am östlichen Ende der heutigen Osterstraße).
Die genannten Ortschaften führten bis ins 18. Jahrhundert hinein ein starkes Eigenleben. Wann genau der Zusammenschluss dieser ehemaligen Ortschaften zur Sandbauerschaft erfolgte, lässt sich nicht mehr feststellen. Um 1824 erscheint nach der Beschreibung Fridrich Arends’ die Sandbauerschaft als bedeutender Teil der Untervogtei Lintel. Ihre Einwohnerzahl wird mit 1039 angegeben. An Ortschaften, Reihensiedlungen und Wohnplätzen werden genannt: „Sand= und Hollweg, Laukerieger, Makkeriege, Mühlenlohne, Ende der Westerstraße, Westgaste“. Zum Ortsbild insgesamt heißt es: „[…] sämmtlich Reihen kleiner Häuser, im Osten, Norden und Westen der Stadt [Norden], eigentlich bloße Fortsetzung der Straßen derselben oder Vorstädte“. Eine besondere Erwähnung gilt der Burg Osterhus, die sich auf dem Gelände der späteren Norder Eisenhütte (heute: Supermarkt real) befand. Die Westgrenze des ehemaligen Burggrundstücks, das 11 Diemat (= ca. 62700 m²) umfasste und bis zum Galgentief reichte, war gleichzeitig die Ostgrenze des Norder Stadtgebietes. Die Straße Glückauf, die es bereits vor der Eingliederung der Sandbauerschaft in die Stadt Norden gab, markiert diese Grenze bis heute.
Nach dem Statistischen Handbuch für das Königreich Hannover hatte der „Gemeindeverband Sandbauerschaft“ im Jahr 1848 1290 Einwohner. Zu den zahlenstärkeren Ortsteilen gehörten die „Ortschaften“ Hollweg (179; siehe Bild!) und Ostlintel (166), das „Dorf“ Ekel (158), die „Ortschaft“ Westgaste sowie die „Vorstadt“ Ende der Westerstraße (154). Um 1892 ist die Sandbauerschaft mit 2562 Einwohnern die drittgrößte Kommune im Kreis Norden. Größer waren nur die Stadt Norden (6759 Einwohner) und die Inselgemeinde Norderney (3615 Einwohner). 1895 wird eine „ortsanwesende Bevölkerung“ von 2446, 1900 von 3023 angegeben. Zehn Jahre später zählte die Sandbauerschaft 3415 und bei Beginn des Ersten Weltkriegs 1914 bereits 3896 Einwohner.

### Kirchliche Verhältnisse
Die die Stadt Norden umgebenden Geest- und Marschdörfer waren bereits vor der Reformation der Norder Kirchengemeinde angeschlossen. Nach der Reformation änderte sich daran im Wesentlichen nichts. Die umliegenden Kommunen verfügten über keine eigenen Kirchbauten; ihr Gotteshaus war seit dem 13. Jahrhundert die Ludgeri-Kirche, während die fast zeitgleich in direkter Nachbarschaft errichtete Andreaskirche das geistliche Zentrum der sich entwickelnden Stadtgemeinde war. Auf dem Gebiet der Sandbauerschaft existierte allerdings ein weiterer Sakralraum, die sogenannte Gasthaus- oder Armenhauskirche, eine Filiale der Norder Ludgerigemeinde. Unbekannt ist nicht nur ihre Architektur; ungewiss ist auch, ob sie ausschließlich dem Armenhaus und der angeschlossenen Schule als Andachtsstätte diente oder aber auch anderen Einwohnern der Sandbauerschaft zur Verfügung stand. Die Reformierten aus Norden und Umgebung nutzten 1579 die Gasthauskirche mit Erlaubnis des ostfriesischen Grafen Johann als Gottesdienststätte. Erst 100 Jahre später erhielten sie die Genehmigung, in Bargebur bei Norden eine eigene Kirche zu errichten. Reformierte Sandbauerschafter waren dorthin eingepfarrt. Katholische Christen gab es nach der Reformation in Norden und Umgebung nur wenige. Sie trafen sich anfangs im Untergrund, ab 1720 in einer Hauskapelle an der Norder Sielstraße, ab 1864 an der Osterstraße 20 in einer neu erbauten Kapelle und ab 1885 in einem neuen Gotteshaus, der St.-Ludgerus-Kirche. Nach einer Erhebung von 1875 waren von 1767 Einwohnern 1683 evangelisch-lutherischer und 69 evangelisch-reformierter Konfession. Außerdem wurden fünf Katholiken gezählt (1899 waren es bereits 32) und 10 Christen anderer Benennung.

### Schulgeschichte
Älteste Schule auf dem Gebiet der Sandbauerschaft war die sogenannte Gasthausschule. Ihre Anfänge reichen bis in die Reformationszeit zurück. Aufsichtsgremium waren die Diakone und Prediger der evangelisch-lutherischen Ludgeri-Kirche der Stadt Norden, zu deren Gemeinde die Einwohner der Sandbauerschaft größtenteils gehörten. Auftrag der Gasthaus-Schule war es, die Kinder des im ebenfalls von der Kirche getragenen Armenhauses (= Gasthaus) auf dem Gelände des ehemaligen Klosters Marienthal zu beschulen. Neben dem Schulunterricht hatten die Lehrer auch für die täglichen Andachten, eine Singestunde in der Anstaltskapelle und für die Lesepredigt am Sonntagmorgen zu sorgen. Immer mehr Eltern aus sogenannten „besseren Verhältnissen“ meldeten ihre Söhne und Töchter zum Unterricht in der Gasthaus-Schule an. Grund dafür waren unter anderem die erheblich niedrigeren Schulgelder. Lehrer umliegender Schule führten darüber Klage bei der „Kirchen und Armen Direction“. Im Jahr 1848 gründete die Stadt Norden einen Schulverband, dem sich auch die Sandbauerschaft anschloss. Die Gasthaus-Schule wurde anderen städtischen Schulen gleichgestellt und die Einzugsgebiete der verschiedenen Schulen erstmals geordnet. Um 1850 ersetzte die Sandbauerschaft auf eigene Kosten das abgängige Gebäude der Gasthaus-Schule durch einen für die damaligen Verhältnisse repräsentativen Neubau. Auch das neue, später Zingelschule genannte Gebäude konnte die wachsende Schülerschaft nicht fassen, sodass 1865 rund 60 Kinder in die Ludgeri-Schule umgeschult werden mussten. Fünfzehn Jahre später – die Sandbauerschaft war inzwischen aus dem Schulverband ausgetreten – wurde die Zingelschule durch ein zweites Stockwerk erweitert. Sie diente bis in die 1960er Jahre als Unterrichtsort und wurde 1972 abgerissen.
Schulneubauten der Gemeinde Sandbauerschaft entstanden nicht nur Am Zingel, sondern auch in zwei anderen Ortsteilen wurden sogenannte „Ausweichschulen“ errichtet. In Ekel errichtete man 1897 die bis heute noch für Unterrichtszwecke genutzte Ekeler Schule. Im selben Jahr wurde an der Brauhausstraße die Westgaster Schule erbaut. Im Jahr 1966 erfolgte ihr Abriss. Auf dem Grundstück befinden sich heute Wohnblocks.
Die letzte Schule, die während der Zeit der Selbständigkeit der Sandbauerschaft errichtet wurde, war die Gräfin-Theda-Schule an der Gartenstraße, deren Einweihung im Frühjahr 1912 erfolgte. Sie ging aus der Höheren Töchterschule hervor, die bis dahin die Norder Gewerbeschule an der Mühlenstraße genutzt hatte. Sie wurde später zur Mittelschule für Jungen und Mädchen bzw. zur Realschule. Anders als die oben erwähnten Volksschulen befand sich die Gräfin-Theda-Schule in städtischer Trägerschaft.
Vor 1848 existierten in der Sandbauerschaft mehrere Privatschulen, darunter die Alte Schule in Lintel (vermutlich Ecke Linteler Straße / Parkstraße im Hus der Korbmachers Lerbs), Privatschule Westlintel (von strenggläubigen Reformierten gegründet) sowie die „Winkelschule“ von Gerd Dirk Aper (im Sandbauerschafter Ortsteil Ende der Westerstraße). Heute befinden sich auf dem Gebiet der ehemaligen Gemeinde eine ganze Reihe von Bildungseinrichtungen, die zwischen den 1950er und 1970er Jahren erbaut wurden. Dazu gehören neben die Berufsbildende Conerus-Schule an der Schulstraße, die Grundschulen Im Spiet und in Lintel sowie die beiden Norder Schulzentren in Ekel und an der Wildbahn.

### Wirtschaftsgeschichte

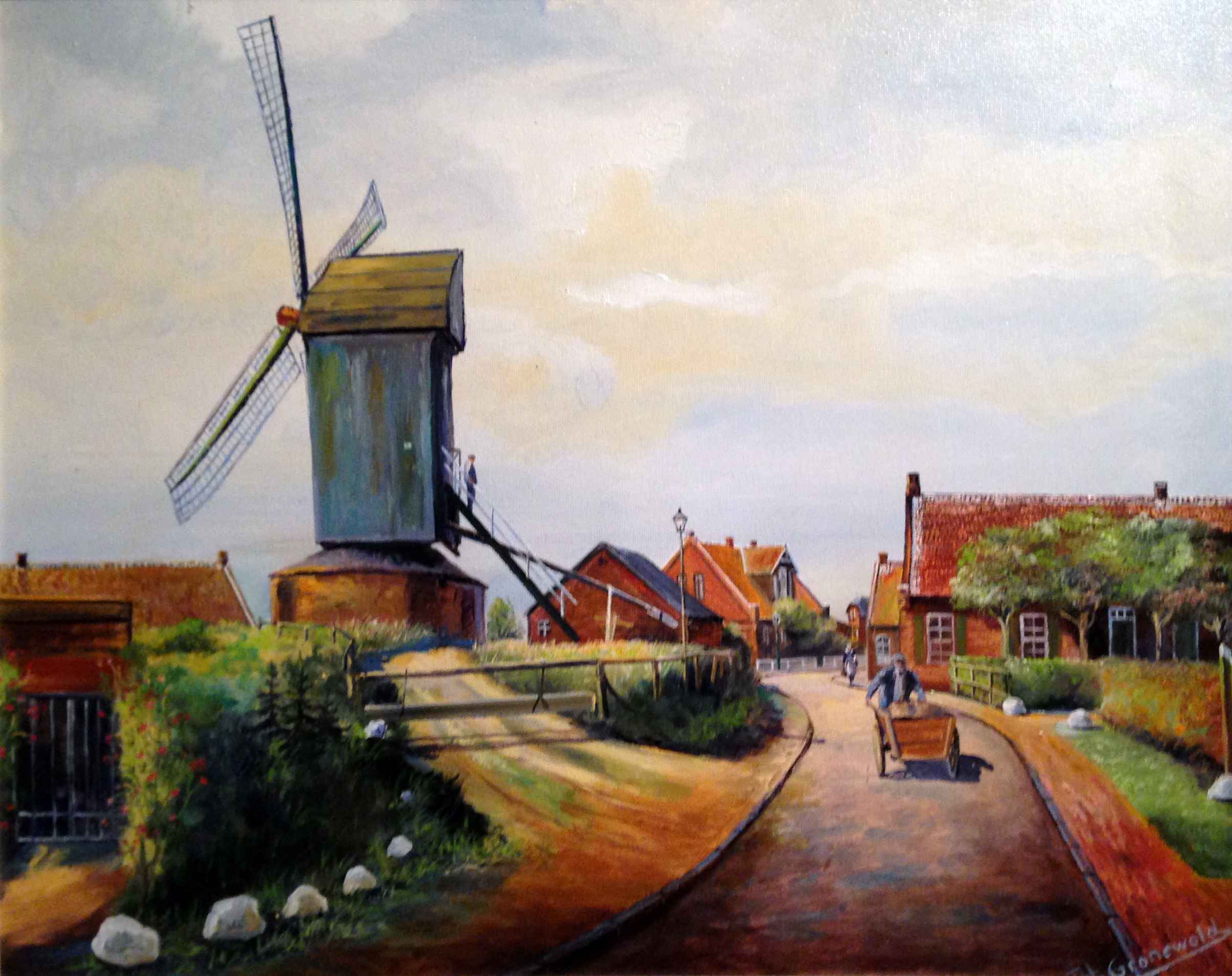
Ehemalige Ekeler Mühle (Gemälde)

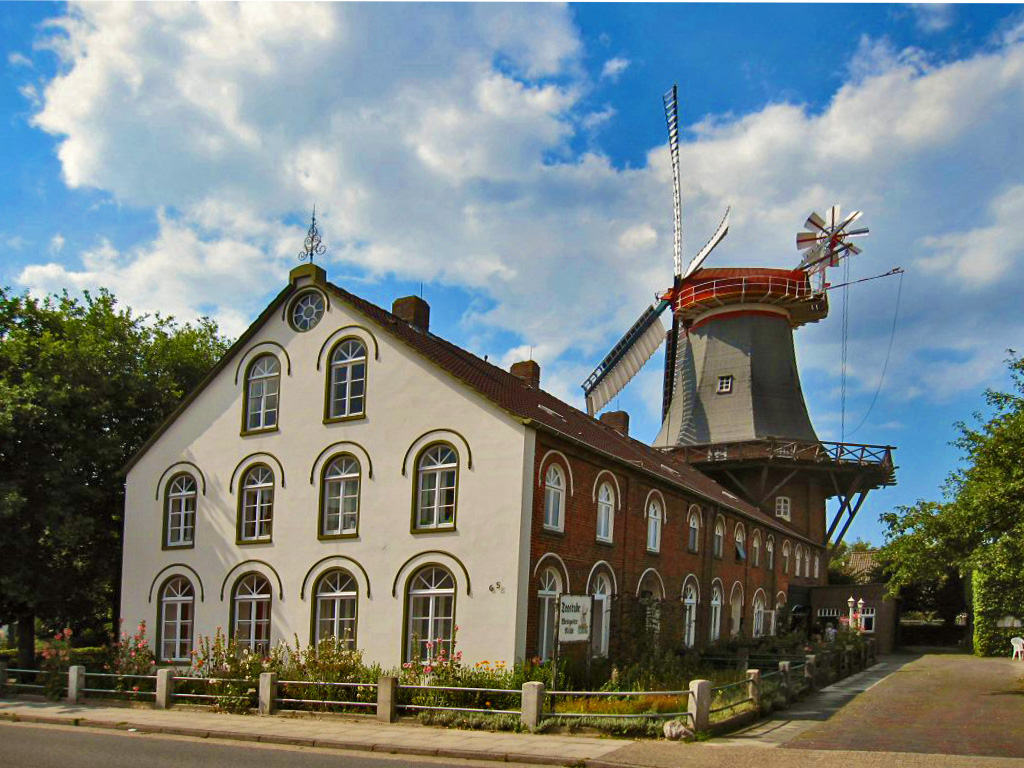
Westgaster Mühle (2009)

Eine bedeutende Rolle im Wirtschaftsleben der Sandbauerschaft spielte der Gemüseanbau. Er diente nicht nur der Selbstversorgung. Mitte des 19. Jahrhunderts waren sowohl die Stadt Norden als auch die Insel Norderney maßgeblich davon abhängig. Es waren vor allem die Besitzer kleiner Gärten, die Gemüse zogen und die Ernte dann als Hausierer verkauften.
Neben verschiedenen Handwerksbetrieben verfügte der Ort über vier Windmühlen: Ekeler Mühle (nicht mehr vorhanden), Linteler Mühle (nicht mehr vorhanden), Silbermühle an der damaligen Badestraße (heute Norddeicher Straße; die Mühlenflügel wurden entfernt, der Mühlenstumpf ist noch deutlich erkennbar) und die Westgaster Mühle, die als einzige der Sandbauerschafter Ortsmühlen in einem funktionstüchtigen Zustand noch existiert. Einige Jahrzehnte spielten zahlreiche Brennereien innerhalb der Sandbauerschaft eine bedeutsame wirtschaftliche Rolle. Ihr Ende kam Schritt um Schritt mit der 1806 erfolgten Gründung der Genever-Firma Doornkaat durch den Groninger Mennoniten Jan ten Doornkaat Koolman. Die letzte Sandbauerschafter Schnapsbrennerei, die Sprit-Fabrik Philadelphia in „Ekel bei Norden“, schloss 1867.
Die Sandbauerschaft war aber auch Sitz größerer Fabrikationsstätten. Bedeutendste war die Norder Eisenhütte, die 1850 auf dem Gelände der Burg Osterhus errichtet wurde und die zeitweilig bis zu 300 Arbeitsplätzen verzeichnete. Firmengründer war Julius Meyer (1817–1863), Gutsbesitzer sowie Inhaber beziehungsweise Geschäftsführer mehrerer Eisenhütten im Osnabrücker Raum. Unter ihnen war auch die Hütte des Georgs-Marien-Bergwerks- und Hüttenvereins. Im Jahr 1848 reiste Meyer zu einem Kuraufenthalt nach Norderney. Bei einer Zwischenübernachtung in der Stadt Norden lernte er deren Hafen als Umschlagplatz für Kohle aus England kennen. Die Frachtsegler, die er dort sah, brachten ihn auf den Gedanken, in Ostfriesland eine Eisenhütte zu errichten und die dazu notwendigen Güter Koks und Roheisen mit ihrer Hilfe aus Großbritannien einzuführen. Nur ein gutes Jahr später gründete er mit zwei Geschäftsfreunden die Hüttenfirma Julius Meyer & Co. Gemeinsam erwarben sie das direkt an der Stadtgrenze zu Norden gelegene Gelände. Im März 1850 erfolgte der erste Guss. Während in der Anfangsphase die Produktionspalette hauptsächlich aus Drahtstiften und gusseisernen Maschinenteilen bestand, spezialisierte sich später auf die Herstellung von sogenanntem Ofenguss. Hauptabsatzgebiete der Norder Eisenhütte waren in den ersten Jahrzehnten ihres Bestehens vor allem die Hansestädte Hamburg, Bremen und Lübeck. Der Transport der Ware erfolgte zunächst per Schiff und ab dem Ende des 19. Jahrhunderts auch über einen eigenen Gleisanschluss.
In Westgaste entstand um 1882 die Doornkaat Bierbrauerei. Ihre Gründerväter waren die Brüder Hermann und Jakobus ten Doornkaat Koolman. Nach einer Bauzeit von rund zwei Jahren wurde ab 1884 auf dem etwa vier Hektar großen Gelände „helles und dunkles Bier mit Münchener und Pilsener Charakter“ gebraut. In milden Wintern musste man, um die notwendige Kühlung zu gewährleisten, über den Norder Hafen Eis aus Skandinavien einführen. 1922 erwarb die Hamburg-Altonaer Bavaria-Brauerei die Produktionsstätte. An sie erinnert bis heute die Westgaster Brauhausstraße.

## Eingemeindung der Sandbauerschaft
Die Stadt Norden erlebte nach dem Deutsch-Französischen Krieg 1870/71 einen bedeutenden wirtschaftlichen Aufschwung, der nach Ansicht des Magistrats unbedingt eine Ausdehnung des beengten Stadtgebietes erforderte. Zunächst ging man daran, von Sandbauerschafter Privateigentümern größere Areale zu erwerben und sie anschließend einzugemeinden. Dazu gehörten zum Beispiel Grundstücke an der heutigen Norddeicher Straße (damals Hohenzollernstraße) sowie das direkt am Norder Tief westlich der Stadt gelegene Gebiet Vierzig Diemat. Hier wurde unter anderem der Städtische Schlachthof errichtet, dessen Existenz im Verlauf der Eingemeindungsverhandlungen noch eine bedeutende Rolle spielen sollte. Ab 1890 versuchte der Magistrat die südlich (Süderneuland I, Süderneuland II) sowie westlich von Norden (Westermarsch I) befindlichen Kommunen für eine Eingemeindung, zumindest aber für Gebietsabtretungen zu gewinnen. Interessant war in diesem Zusammenhang vor allem die Gemeinde Süderneuland I, auf deren Gebiet der Norder Bahnhof errichtet worden war. Die genannten Gemeinden weigerten sich jedoch, überhaupt in konkretere Verhandlungen einzutreten.
Im Jahr 1911 verhandelte die Stadt Norden – ebenfalls ergebnislos – mit der Gemeinde Sandbauerschaft über eine mögliche Eingliederung. 1914 wurden die Gespräche unter Vorsitz des Auricher Regierungspräsidenten erneut aufgenommen. Dabei wurde eine Liste der Streitpunkte erstellt. Neben Diskussionen über die städtische Polizeiordnung und den festzusetzenden Prozentsatz der künftigen Steuer ging es vor allem um die Frage der Hausschlachtung. Nachdem die Stadt einen eigenen Schlachthof errichtet hatte, waren im Stadtgebiet aus hygienischen Gründen private und gewerbliche Hausschlachtungen verboten. Mit Beginn des Ersten Weltkriegs kamen die aufgenommenen Verhandlungen zum Stillstand und wurden erst Ende 1918 wieder aufgenommen.
Inzwischen war Popke Fegter, der seit 1912 in einer neu erbauten Villa am Sandbauerschafter Kolkbrücker Weg 1A (heute Osterstraße 34) sein Domizil hatte, im August 1918 zum Gemeindevorsteher gewählt worden. Gleich in der ersten von ihm geleiteten Gemeindeausschusssitzung setzte er die Frage der Eingemeindung auf die Tagesordnung. Am 10. Dezember fasste der Ausschuss den Beschluss, für die Verhandlungen mit dem Magistrat der Stadt Norden eine Kommission zu bilden. Unter Vorsitz des Regierungsassessors Hermann von Lüpke (1884–1973) trafen sich im Norder Rathaus Abgeordnete beider Kommunen, um über die offenen Frage einer Eingemeindung zu verhandeln. Bereits am 31. Januar 1919 konnte der Eingemeindungsvertrag von Gemeindevorsteher Popke Fegter und Bürgermeister Johannes Adalbert König unterzeichnet werden. Vereinbart wurde darin unter anderem, dass bestimmte Teile der städtischen Straßen- und Baupolizeiordnung für das Gebiet der Sandbauerschaft keine Geltung haben; dafür sollten weiterhin in diesem Bereich die „Verordnung für das platte Land“ gültig sein. In Bezug auf den Schlachthauszwang galt als vereinbart, dass gewerbliche Schlachter der Sandbauerschaft wie ihre städtischen Kollegen das Schlachthaus zu nutzen haben. Privat durchgeführte Hausschlachtungen waren den Sandbauerschafter Einwohnern jedoch auch weiterhin gestattet. Allerdings sollte diese Vereinbarung nach fünf Jahren nochmals geprüft werden. Falls der Norder Schlachthof zu diesem Zeitpunkt „noch mit einem Fehlbetrag arbeitet, können den Einwohner der früheren Gemeinde Sandbauerschaft die halben Schlachthausgebühren bei Hausschlachtungen auferlegt werden“. Steuern und andere Abgaben sollten im Anschlussgebiet innerhalb der ersten zwei Jahre nach Vertragsabschluss nicht erhöht werden. Weitere Übereinkünfte waren unter anderem die Übernahme der beiden Sandbauerschafter Verwaltungsangestellten sowie des Gemeindedieners in den Dienst der Stadt Norden „mit ihren jetzigen Einkünften“. Auch sollte die Gemeinde Sandbauerschaft zukünftig im Stadtrat ihre angemessene Vertretung haben; im Vertragstext heißt es: „Zu den jetzt vorhandenen 4 Senatoren und 12 Bürgervorstehern der Stadt Norden sollen aus der Gemeinde Sandbauerschaft 2 Senatoren und 6 Bürgervorsteher hinzutreten.“ Für die Wahl der Vertreter wurden innerhalb des eingemeindeten Gebiets drei Wahlkreise errichtet.
Die Eingemeindung wurde am 1. April 1919 offiziell vollzogen.